# Marko Meerits
Marko Meerits (ur. 26 kwietnia 1992) – piłkarz estoński grający na pozycji bramkarza. Od 2023 roku jest zawodnikiem klubu FC Nõmme United.

## Kariera klubowa
Karierę piłkarską Meerits rozpoczął w klubie Valga Warrior. W 2008 roku awansował do kadry pierwszego zespołu i w tamtym roku zadebiutował w jego barwach w drugiej lidze estońskiej. W 2009 roku przeszedł do pierwszoligowej Flory Tallinn, jednak początkowo grał w drugoligowych rezerwach tego klubu. W 2010 roku był już w kadrze pierwszego zespołu, a w estońskiej ekstraklasie zadebiutował 15 maja 2010 w wygranym 2:1 wyjazdowym meczu z FC Kuressaare. Od czasu debiutu był już podstawowym zawodnikiem Flory. W 2010 roku wywalczył z Florą mistrzostwo Estonii.
Latem 2011 roku Meerits zmienił klub i został piłkarzem holenderskiego klubu SBV Vitesse. W Eredivisie zadebiutował 7 sierpnia 2011 w zremisowanym 0:0 wyjazdowym spotkaniu z ADO Den Haag. W 2013 został wypożyczony do Flory Tallinn, z którą zdobył Puchar Estonii. W 2014 przeszedł do FC Emmen.
| Sezon   | Klub             | Kraj     | Rozgrywki      | Mecze | Bramki |
| ------- | ---------------- | -------- | -------------- | ----- | ------ |
| 2008    | Valga Warrior    | Estonia  | Esiliiga       | 3     | 0      |
| 2009    | Flora II Tallinn | Estonia  | Esiliiga       | 29    | 0      |
| 2010    | Flora Tallinn    | Estonia  | Meistriliiga   | 10    | 0      |
| 2010    | Flora II Tallinn | Estonia  | Esiliiga       | 15    | 0      |
| 2011    | Flora Tallinn    | Estonia  | Meistriliiga   | 13    | 0      |
| 2011/12 | SBV Vitesse      | Holandia | Eredivisie     | 4     | 0      |
| 2012/13 | SBV Vitesse      | Holandia | Eredivisie     | 0     | 0      |
| 2013    | Flora Tallinn    | Estonia  | Meistriliiga   | 14    | 0      |
| 2013/14 | SBV Vitesse      | Holandia | Eredivisie     | 0     | 0      |
| 2014/15 | FC Emmen         | Holandia | Eerste divisie | 36    | 0      |
| 2015/16 | FC Emmen         | Holandia | Eerste divisie | 0     | 0      |

## Kariera reprezentacyjna
W swojej karierze Meerits grał w młodzieżowych reprezentacjach Estonii, na różnych szczeblach wiekowych. W dorosłej reprezentacji zadebiutował 18 grudnia 2010 roku w przegranym 0:3 towarzyskim meczu z Chinami.